# Cavalier Rampin
Le Cavalier Rampin est une sculpture grecque archaïque, vers 550 av. J.-C., en marbre, représentant un homme à cheval. Elle présente d'importantes lacunes : le musée du Louvre conserve la tête et le musée de l'Acropole d'Athènes des parties du corps et du cheval. Son nom lui a été donné en référence à son premier propriétaire, Georges Rampin.

## Historique

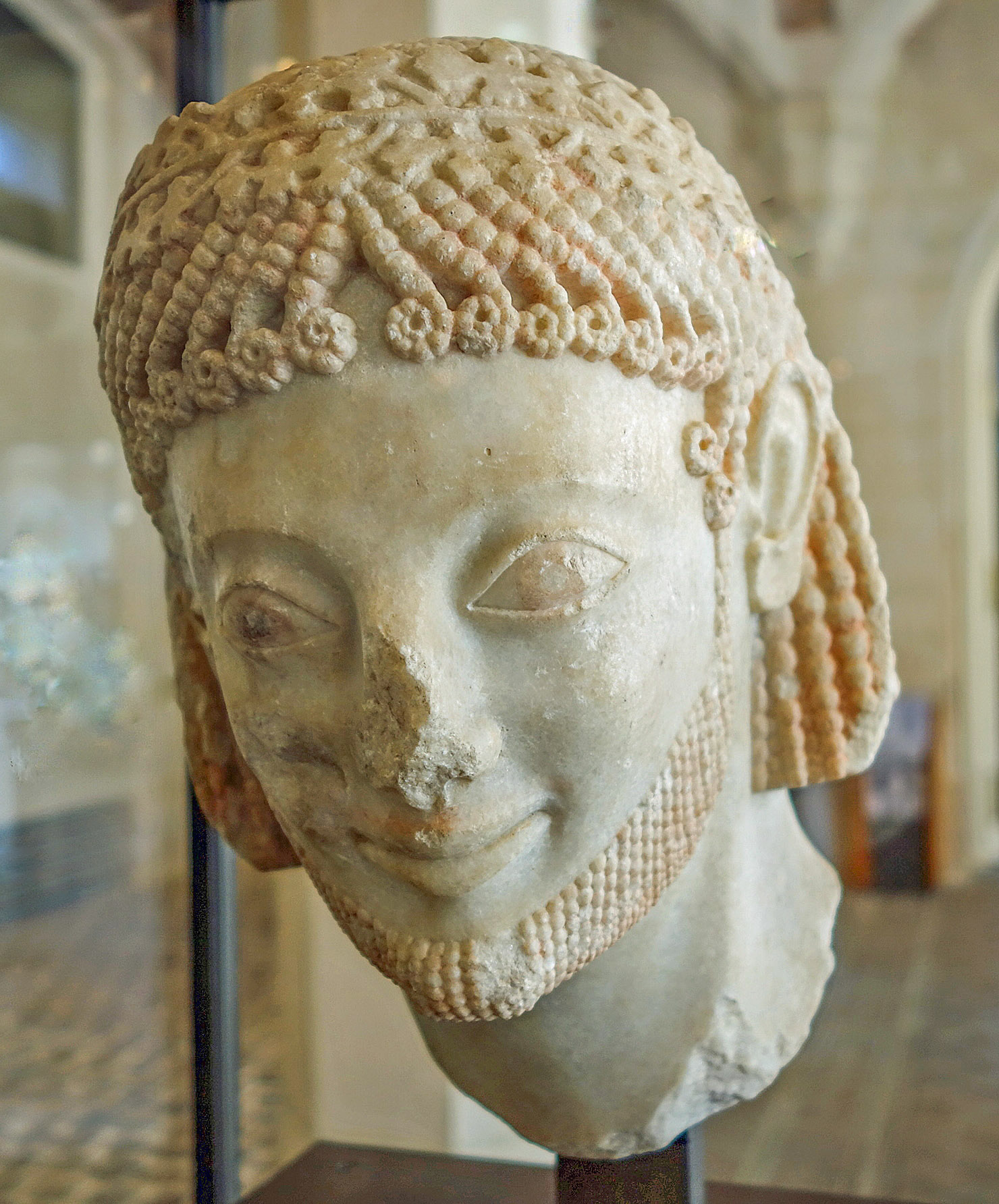
Tête du Cavalier Rampin. Musée du Louvre.

La statue a été découverte en plusieurs étapes sur l'Acropole d'Athènes. D'abord, en 1867, lors des travaux de fondation de l'ancien musée de l'Acropole à Athènes, des fragments du cheval et du torse sont extraits d'une fosse contenant de nombreuses statues brisées au moment du sac de l'Acropole par les Perses en 480 av. J.-C., durant de la seconde guerre médique. Puis en 1877, une belle tête isolée est découverte lors de nouvelles fouilles sur le même lieu. 
La tête, aussitôt acquise par Georges Rampin, riche collectionneur français, est exposée à Paris lors de l'exposition universelle de 1878, puis son propriétaire en fait don au musée du Louvre en 1896. Ce n'est qu'en 1936 que l'archéologue anglais Humphrey Payne a l'intuition que la tête du Louvre s'adapte sur le torse resté au musée de l'Acropole. Les tractations menées par les deux musées n'ont pas abouti pour la réunion définitive des deux éléments.

## Étude stylistique

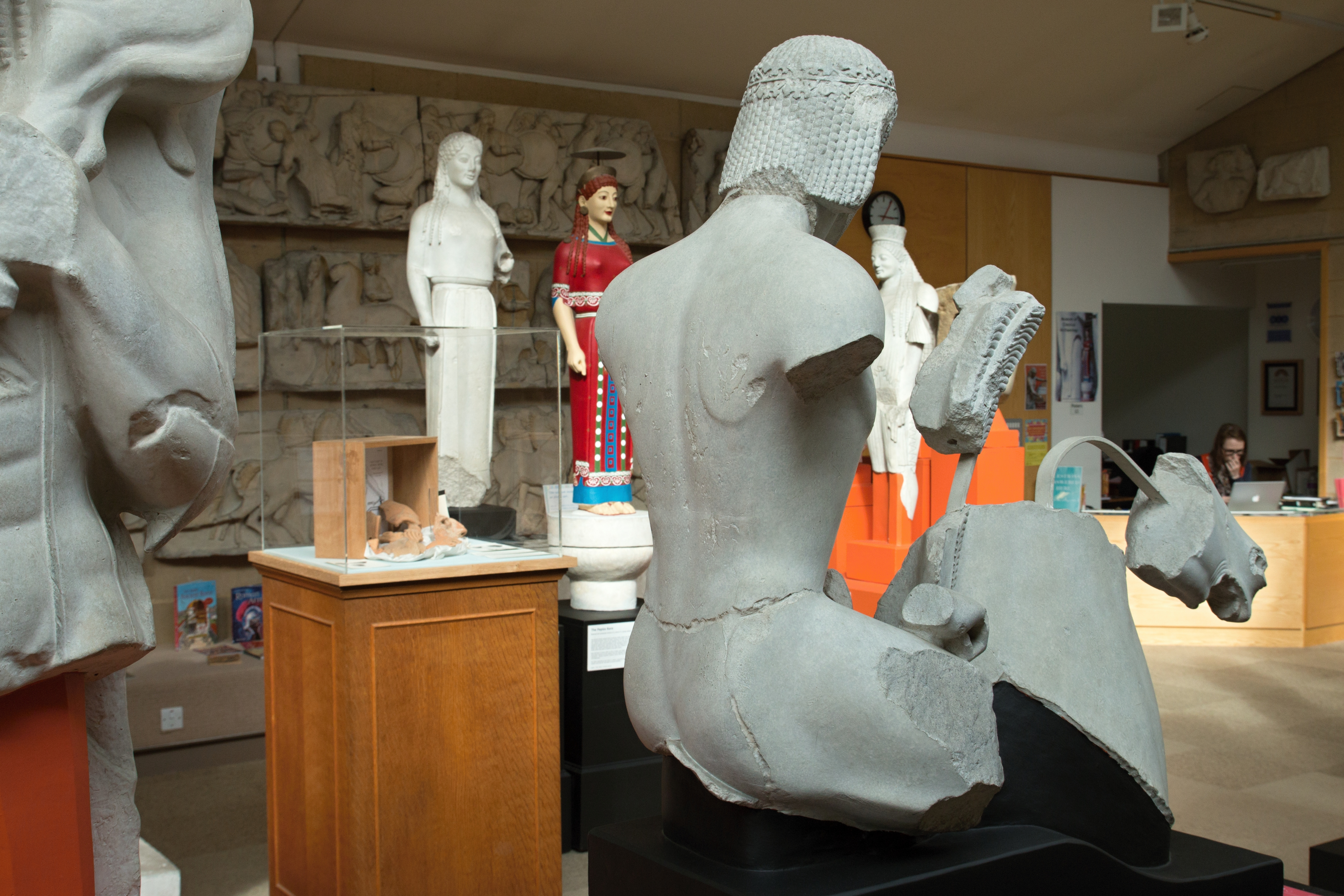
Dos et arrangement des cheveux du Cavalier Rampin. Moulage au.

Une étude attentive du travail artistique de cette statue permet de la situer vers 560-550 av. J.-C., sans qu’on puisse abaisser cette datation. En effet, plusieurs détails évoquent les caractéristiques de l’art archaïque : tronc élancé et presque quadrangulaire, à peine animé par les pectoraux, ventre légèrement rentré, abdomen stylisé et nettement délimité par une ligne ovale, épaules tirées en arrière ; dans le dos, les omoplates sont graphiquement indiquées par deux demi-lunes que sépare le profond sillon dorsal. La tête elle-même, d’une hauteur de 29 cm, et où ne se décèle aucune influence ionienne, présente des stylisations qui ne se rencontrent plus après le milieu du VIe siècle av. J.-C. : pommettes en trois plans, dessin des lèvres, absence du sillon naso-labial. Selon Henri Lechat, « la mâchoire plate aux contours raides, le muscle saillant avec sécheresse sur le cou, [...] rappellent l’ancienne technique du bois. » Les yeux et le sourire évoquent le Moschophore. Une couronne en feuilles de chêne ceint le crâne, comme une parure de fête. Au sommet de la tête, une tige cassée au ras du crâne était peut-être destinée à supporter le croissant ou le disque qu’on appelait le μηνίσκος. La chevelure en cordons de perles avec ses chapelets uniformes de tresses terminées par des boucles, présente un caractère conventionnel que l’on retrouve sur plusieurs statues, toutes attiques, découvertes elles aussi sur l’Acropole d’Athènes. Il y a une certaine complaisance dans le raffinement décoratif de ces multiples boucles frisées et des fines granulations de la barbe qui encadrent le visage, raffinement peut-être inspiré par l’orfèvrerie et les ivoires d’Orient. Des traces de peinture rouge sont encore visibles sur la barbe et les cheveux, et de peinture noire sur les pupilles. 
Il est certain que cette tête n’est pas un portrait, et aucune des hypothèses émises pour identifier le cavalier Rampin n’a pu emporter l’adhésion. Son nom n’a pas été conservé, pas plus que celui de son compagnon de victoire, qui formait groupe avec lui. Il s’agit sans doute d’une offrande et d’un kouros anonyme.